# Caldo in inverno
Caldo in inverno (Hot in December, "Caldo in dicembre") è un romanzo noir dello scrittore texano Joe R. Lansdale del 2013.

## Trama
A LaBorde, nel Texas orientale, in un giorno anormalmente caldo per essere di dicembre, Tom Chan assiste all'investimento mortale della sua vicina da parte di un'auto pirata, condotta da Will Anthony, figlio di Pye, un boss della Dixie Mafia (la mala locale). I tenenti di polizia Ernest e Allan, coi quali Chan parla, gli chiedono se è intenzionato a testimoniare, facendogli notare che si esporrebbe a ritorsioni da parte di Pye Anthony, ma l'uomo, inizialmente supportato anche dalla moglie Kelly, non ha dubbi. Tuttavia, per cautelarsi, Chan chiede il parere del suo vecchio commilitone Cason Statler, giornalista nella vicina città di Camp Rapture, il quale gli suggerisce di assumere la loro comune conoscenza Booger, killer professionista.
Una notte, degli scagnozzi di Pye s'intrufolano in casa dei Chan e li costringono a seguirli in una cava, dove il boss picchia e minaccia Tom affinché non testimoni. Egli però pensa che neanche in tale caso la sua sicurezza sarà garantita, così decide di seguire il consiglio di Cason: porta Kelly, la loro figlia Sue e sua madre Evelyn in una baita tra i boschi dell'Arkansas e concorda un piano d'azione con Cason e Booger, allo scopo di eliminare fisicamente Pye e la sua cricca.
Mentre Chan è in casa con Booger, un agente di polizia che è sul libro paga del malavitoso cerca di ucciderlo, ma la presenza di spirito di Booger sventa la minaccia ed elimina il poliziotto. I due decidono allora che è il momento di contrattaccare: escono dalla casa eludendo la sorveglianza della pattuglia di polizia e, ricongiuntosi con Cason, si recano alla cava. Il loro piano rischia di fallire perché Kelly, contravvenendo alle istruzioni, è voluta tornare a LaBorde e viene rapita dagli uomini di Pye, ma riescono a liberare la donna e ad eliminare i malviventi. Booger completa l'opera facendo a pezzi i corpi e ricoprendoli di terra con un bulldozer.
Ernest e Allan vanno a trovare Chan a casa perché sospettano che sia coinvolto nella carneficina avvenuta alla cava degli Anthony. Chan finge di cadere dalle nuvole ma i due ufficiali lo rassicurano dicendogli che non sono dispiaciuti che certi farabutti siano stati tolti dalla circolazione, e che per loro è meglio non sapere nulla di più.

## Personaggi
Tom Chan
Il protagonista e narratore della vicenda, figlio di un uomo di origine cinese e di una donna di origine irlandese. È un ex militare che ha servito in Afghanistan e possiede un negozio di cornici a LaBorde.
Kelly
Moglie di Tom, di professione maestra, anch'essa di razza mista (bianca, nera e nativa americana).
Sue
Figlia dodicenne di Tom e Kelly.
Evelyn
Madre di Tom Chan, che abita in Louisiana.
Madeline Roan detta Maddy
Vicina di casa di Tom Chan, trentacinquenne di bell'aspetto dai capelli rossi, con una figlia dell'età di Sue. Questo fatto potrebbe aver contribuito alla determinazione di Chan nel voler fornire la propria testimonianza.
Il tenente Ernest e il sergente Allen
Membri della polizia di LaBorde.
Fred Rutter
Agente della polizia di LaBorde corrotto da Pye Anthony, che svolge le mansioni di centralinista.
Cason Statler
Ex commilitone di Tom Chan, di professione giornalista.
Booger
Uomo dal fisico massiccio, ex militare, gestore di un bar e di un poligono di tiro in Oklahoma, e all'occorrenza killer a pagamento.
Pye Anthony
Imprenditore del settore edile e boss locale della Dixie Mafia.
Will Anthony
Figlio di Pye e responsabile dell'incidente che costa la vita a Maddy. È un uomo tra i venti e i trent'anni, dalla pelle abbronzata.
Kevin
Scagnozzo di Pye Anthony.

## Rapporti con altre opere
Vi sono forti parallelismi, a partire dal titolo e dalla professione del protagonista, col precedente romanzo di Lansdale Freddo a luglio.
In un passo Cason Statler fa un riferimento a Hap Collins e a Leonard Pine, dicendo che si trovano lontano dal Texas. Lo stesso Cason era apparso per la prima volta nel romanzo  del 2007 La ragazza dal cuore d'acciaio, quindi in Devil Red del ciclo di Hap e Leonard, e assieme a Booger sarebbe stato tra i personaggi del successivo Honky Tonk Samurai.

## Edizioni
- (EN) Joe R. Lansdale, Hot in December, Portand (Oregon), Dark Regions Press, 2013, ISBN 978-1-62641-014-5.
- Joe R. Lansdale, Caldo in inverno, collana Il Giallo Mondadori, traduzione di Seba Pezzani, Milano, Mondadori, 2020, ISBN 978-88-04-72188-8.